# Tombigbee River
Der Tombigbee River ist ein etwa 650 km langer Nebenfluss des Mobile River in den US-Bundesstaaten Mississippi und Alabama. 
Mit dem Alabama River bildet er den kurzen Mobile River, bevor dieser sich in die Mobile Bay des Golfs von Mexiko entleert. Das Einzugsgebiet des Flusses umfasst einen großen Teil der ländlichen Küstenebene im Westen Alabamas und im Nordosten Mississippis. Der Fluss fließt generell in südlicher Richtung und bildet eine der Hauptrouten für den Güterverkehr in den Südstaaten. Durch Schleusen ist der Fluss auf seiner ganzen Länge schiffbar, und der Oberlauf ist durch den Tennessee-Tombigbee Waterway mit dem Tennessee River verbunden.

## Beschreibung
Der Ursprung des Flusses liegt im Nordosten des Bundesstaates Mississippi im Itawamba County. Historisch lag der Ursprung allerdings im Norden des Monroe Countys an der Stelle, wo Town Creek (der damals auch als West Fork Tombigbee River bezeichnet wurde) und East Fork Tombigbee River zusammenfließen. Dieser wird inzwischen als Teil des Tombigbee River geführt.
Der Fluss strömt nach Süden, durchfließt den Aberdeen Lake bei Aberdeen und empfängt nördlich von Columbus den Buttahatchee River, bevor er bei Columbus den Columbus Lake und an der Staatsgrenze zu Alabama durch den Aliceville Lake strömt. In Alabama folgt der Fluss stark mäandrierend einer südsüdöstlichen Richtung durch den Westen des Bundesstaates. Nach der Einmündung des Sipsey River, etwa 15 km nördlich von Gainesville passiert er die Stadt, wo von Westen der Noxubee River einmündet und führt nach Demopolis, wo ihm von Nordosten der Black Warrior River zufließt. Er passiert das Choctaw National Wildlife Refuge, etwa 30 km nordwestlich von Jackson. Er fließt an der Stadt vorbei und vereinigt sich schließlich an der Grenze zwischen Mobile County und Baldwin County, etwa 50 km nördlich von Mobile von Norden her mit dem Alabama River zum Mobile River. 
Nach der Fertigstellung der Tennessee-Tombigbee Waterway im Jahr 1985 wurde ein großer Teil des Wassers am Mittellauf in den begradigten Kanal umgeleitet. Oberhalb des Aberdeen Lake verläuft der Wasserweg entlang des ursprünglichen Flusslaufes.

## Geschichte
Der Oberlauf des Flusses liegt in dem Gebiet, in dem die Chickasaw und Tohome ihre Heimat hatten, bevor sie 1838 aus der Region vertrieben wurden. Jean-Baptiste Le Moyne de Bienville folgte 1736 seinem Lauf während des von ihm geführten Chickasaw-Feldzug.
Im März 1955 kam es bei einem Hochwasser zum Einsturz einer Brücke, die Mississippi Highway 25/U.S. Highway 45 über den Fluss führt.
Am 28. April 1979 kam es zu einem Zwischenfall, bei dem bei hohem Wasserstand der Schlepper Cahaba in der Nähe von Demopolis, Alabama gegen eine Zugbrücke gedrückt wurde, die sich nicht geöffnet hatte. Die starke Strömung reichte aus, um den Schlepper zum Kentern zu bringen und unter der Brücke hindurch zu drücken. Der Zwischenfall ging glimpflich aus, weil sich das Schiff auf der anderen Seite mit nur leichten Schäden von selbst aufrichtete.

## Dämme und Schleusen
Die Schifffahrt auf dem Tombigbee River wird durch fünf Schleusenanlagen geführt. Dies sind von Norden nach Süden:
- John C. Stennis Lock & Dam an der Flußmeile 334,7
- Tom Bevill Lock & Dam an der Flußmeile 306,8
- Howell Heflin Lock & Dam an der Flußmeile 266,1
- Demopolis Lock & Dam an der Flußmeile 213,2
- Coffeeville Lock & Dam an der Flußmeile 116,6.[4]

Die Zählung der Flußmeilen beginnt an der Mündung des Mobile River in die Mobile Bay.

## Belege
- „Cahaba Towboat Incident“ (Memento vom 23. Oktober 2006 im Internet Archive)